# Sauviat-sur-Vige
Sauviat-sur-Vige település Franciaországban, Haute-Vienne megyében. Lakosainak száma 879 fő (2022. január 1.). Sauviat-sur-Vige Le Châtenet-en-Dognon, Auriat, Saint-Amand-Jartoudeix, Saint-Martin-Sainte-Catherine, Saint-Pierre-Chérignat, Saint-Priest-Palus és Moissannes községekkel határos.

## Népesség
A település népessége az elmúlt években az alábbi módon változott:
| Lakosok száma | 949  | 931  | 921  | 889  | 881  | 870  | 856  | 869  | 879  |
|               | 2013 | 2015 | 2016 | 2017 | 2018 | 2019 | 2020 | 2021 | 2022 |